# Lil’ Cease
Джеймс Ллойд (англ. James Lloyd; род. 20 августа 1977, Нью-Йорк, Нью-Йорк), более известный под сценическим псевдонимом Lil’ Cease — американский рэпер, актёр и участник рэп-группы Junior M.A.F.I.A.
Lil’ Cease являлся близким другом покойного рэпера The Notorious B.I.G., сыгравшего роль наставника в карьере молодого рэпера. Будучи участником группы Junior M.A.F.I.A., Лил Сиз принял участие на двух треках на дебютном альбоме Conspiracy: «Realms of Junior M.A.F.I.A.» и «Player’s Anthem». Альбом в конечном итоге был сертифицирован RIAA как «золотой». «Player’s Anthem» был сертифицирован как «золотой», а ремикс на песню «Get Money», записанный при участии Lil' Cease, получил «платиновый» сертификат в 1996 году.
В 1999 году Lil’ Cease начал сольную карьеру, выпустив свой первый и единственный альбом The Wonderful World of Cease A Leo. Проект, включающий в себя участия от Jay-Z, Puff Daddy, Lil' Kim, Busta Rhymes и других, дебютировал под номером 26 в чарте альбомов Billboard 200. Ведущий сингл из альбома, «Play Around», достиг 9 места в чарте Hot Rap Songs.
В 2005 году Lil' Cease воссоединился с бывшими коллегами по группе, Banger и MC Klepto, и выпустил второй альбом группы Junior M.A.F.I.A., Riot Musik. В последующие годы Лил Сиз будет периодически выпускать новую музыку, выступая в качестве одного из лучших источников для удивительных историй о покойном B.I.G.

## Биография
Джеймс Ллойд родился и вырос в районе Бедфорд-Стайвесант в Бруклине. Ему было 6 лет, когда он впервые встретил тогдашнего 11-летнего The Notorious B.I.G. в своём доме в Бруклине. Через 5 лет, в 1988 году, они подружились, а затем стали одним из самых любимых хип-хоп дуэтов всех времён как «Бэтмен и Робин». Сиз был другом Бигги, его доверенным лицом, помогал разогревать толпу перед выступлением, выступал с ним, был членом группы и словно младшим братом.
В 1995 году Лил Сиз в составе группы Junior M.A.F.I.A. выпустил альбом Conspiracy. Он привлёк к себе всеобщее внимание запоминающимся куплетом в песне «Player’s Anthem», самом высоком чартовом сингле альбома. Его имя часто находилось в центре внимания в связи с тем, что его наставником являлся The Notorious B.I.G. Сиз также фигурирует на саундтреке к комедийному фильму 1997 года How to Be a Player лейбла Def Jam Recordings. Он также известен тем, что поучаствовал в песне Lil' Kim «Crush on You» из её дебютного альбома Hard Core. Позже рэпер Cam'ron рассказал о том, что именно он должен был оказаться на этой песне, а не Сиз.
После появления в качестве гостя на альбомах других исполнителей, Cease выпустил свой дебютный и единственный студийный альбом The Wonderful World of Cease A Leo в 1999 году. Он достиг 26 места в чарте Billboard 200 и 3 места в чарте Top R&B/Hip-Hop Albums, среди гостей на альбоме появились Jay Z, Lil' Kim и Bristal. В 2005 году Lil' Cease, Banger и MC Klepto воссоединились как группа Junior M.A.F.I.A. и выпустили второй альбом группы, Riot Musik. В январе 2009 года Lil' Cease выпустил песню «Letter to B.I.G.», в которой была засемлирована одноимённая песня в исполнении Jadakiss из саундтрека к фильму Notorious.
В 2009 году Lil' Cease основал собственную компанию HardBody Entertainment, занимающуюся выпуском DVD, которые содержат пятидневную программу тренировок Lil' Cease, включающую в себя диаграммы мышц, советы по питанию и факты фитнеса.
В 2017 году в интервью подкасту Drink Champs Лил Сиз рассказал о том, что после выпуска альбома Life After Death The Notorious B.I.G. планировал выпустить пять альбомов: в первую очередь Бигги планировал написать текста для сольного альбома Lil' Cease; Бигги и Jay-Z планировали создать рэп-супергруппу под названием The Commission при участии Lil' Cease, Charli Baltimore и музыкального продюсера Lance «Un» Rivera; новый альбом Junior M.A.F.I.A.; сольный альбом Lil' Kim.

## Дискография

### Альбомы
- The Wonderful World of Cease A Leo (1999)

### Совместные альбомы
- Conspiracy (with Junior M.A.F.I.A.) (1995)
- Riot Musik (with Junior M.A.F.I.A.) (2005)

### Микстейпы
- Junior M.A.F.I.A.: The Lost Files (2009)
- Everything Is Hard Body Vol. 1 (2010)
- Lil Cease & the Mafia Dons: Riding for the King with Mafia Dons (2014)

### Синглы
- «Play Around» (совместно с Lil’ Kim, Jay-Z и Diddy) (1999)
- «Chickenheads» (совместно с Carl Thomas) (1999)

## Гостевые участия
| Год  | Песня                                                                                                | Альбом                                       |
| ---- | --- | -------------------------------------------- |
| 1996 | «Big Momma Thang» (Lil' Kim featuring Lil' Cease and Jay Z)                                          | Hard Core                                    |
| 1996 | «Crush on you» (Lil' Kim featuring Lil' Cease)                                                       | Hard Core                                    |
| 1997 | «Cheat On You» (Mase featuring Lil' Cease, Jay Z & 112)                                              | Harlem World                                 |
| 1997 | «Love Like This» (SWV featuring Lil' Cease)                                                          | Release Some Tension                         |
| 1997 | «Back in You Again» (Rick James, Lil' Cease & Lil' Kim)                                              | Money Talks                                  |
| 1999 | «Can I Get Witcha» (The Notorious B.I.G. featuring Lil' Cease)                                       | Born Again                                   |
| 1999 | «I’m Going Out» (Mobb Deep featuring Lil' Cease)                                                     | Murda Muzik                                  |
| 1999 | «Future Sport» (Mister Cee featuring Lil' Cease, Redman, Mr. Bristal & Tone Hooker)                  | How To Rob Cee                               |
| 2000 | «Revolution» (Lil' Kim featuring Grace Jones & Lil' Cease)                                           | The Notorious K.I.M.                         |
| 2000 | «Off the Wall» (Lil' Kim featuring Lil' Cease)                                                       | The Notorious K.I.M.                         |
| 2000 | «Crime Life» (DJ Clue? featuring Ja Rule, Lil' Cease & Memphis Bleek)                                | DJ Clue Presents - Backstage Mixtape         |
| 2000 | «What’s His Name» (DJ Whoo Kid featuring The Notorious B.I.G., Lil' Cease, Lil' Kim & Memphis Bleek) | Murda Mixtape                                |
| 2001 | «Chinatown» (DJ Clue? featuring Lil' Kim, Lil' Cease & Junior M.A.F.I.A.)                            | The Professional 2                           |
| 2001 | «Nothing Wrong» (DJ Clue? featuring Lil' Kim, Banger & Lil' Cease)                                   | Stadium Series Part 1: Mixtapes For Dummies  |
| 2007 | «Set Us Free» (Ameer featuring Lil' Cease)                                                           | The 25th - Hour Enter The Zone               |
| 2009 | «Talk Go Through Us» (Fabolous featuring Lil' Cease)                                                 | Return Of Mr. Fab                            |
| 2010 | «R7B Bitch» (BMF featuring Lil' Cease, Blue Davinci & Oweee)                                         | BMF - Street Certified                       |
| 2011 | «Own Man» (Chinx featuring Lil' Cease)                                                               | Cocaine Riot                                 |
| 2011 | «Smokin Blunts» (Mistah F.A.B. featuring Lil' Cease & Jay Rock)                                      | The Grind Is a Terrible Thing to Waste Pt. 2 |
| 2011 | «Where You From» (Smoothe da Hustler featuring Trigger Tha Gambler & Lil' Cease)                     | Violenttimes Day 2                           |
| 2011 | «Company» (Mr. Cheeks & The Lost Boyz Mafia featuring Lil' Cease, B.o.B, L.V. & P. Cardni)           | Revolver Edition                             |
| 2011 | «Money All The Time» (F.T (Fuc-that) featuring Lil' Cease)                                           | The Brooklyn Beast                           |
| 2013 | «Bury The Hatchet» (DJ Kay Slay featuring Outlawz & Lil' Cease)                                      | Rhyme Or Die                                 |
| 2017 | «I Don’t Want It» (The Notorious B.I.G., and Faith Evans featuring Lil' Cease)                       | The King & I                                 |

## Фильмография

### Художественные фильмы
- Paper Soldiers (2002)
- State Property 2 (2005)
- Biggie: The Life of Notorious B.I.G. (2017)

### Документальные фильмы
- Eyes on Hip Hop (1995)
- Behind the Music - The Notorious B.I.G. (2001)
- Biggie and Tupac (2002)
- Chronicles of Junior M.A.F.I.A. (2004)
- Ego Trip's Race-O-Rama (2005)
- Dave Chappelle's Block Party (2005)
- Reality Check: Junior Mafia vs Lil Kim (2006)
- Rap Sheet: Hip-Hop and the Cops (2006)
- Life After Death: The Movie (2007)
- Murder Rap: Inside the Biggie and Tupac Murders (2015)
- Can't Stop, Won't Stop: A Bad Boy Story (2017)
- Who Shot Biggie & Tupac? (2017)
- Who Killed Tupac? (2017)
- Hip-Hop Evolution (2018)
- The Fabulous Chi Ali (2019)

### Телевидение
- The 1995 Source Hip-Hop Music Awards (TV Special) (1995) (as Junior M.A.F.I.A.)
- The 1999 Source Hip-Hop Music Awards (TV Special) (1999)
- The Howard Stern Radio Show (TV Series) (1999)
- 2nd Annual VH1 Hip-Hop Honors (TV Special) (2005)
- RapFix Live (TV Series) (2013)